# Torpedowce typu Dryzki

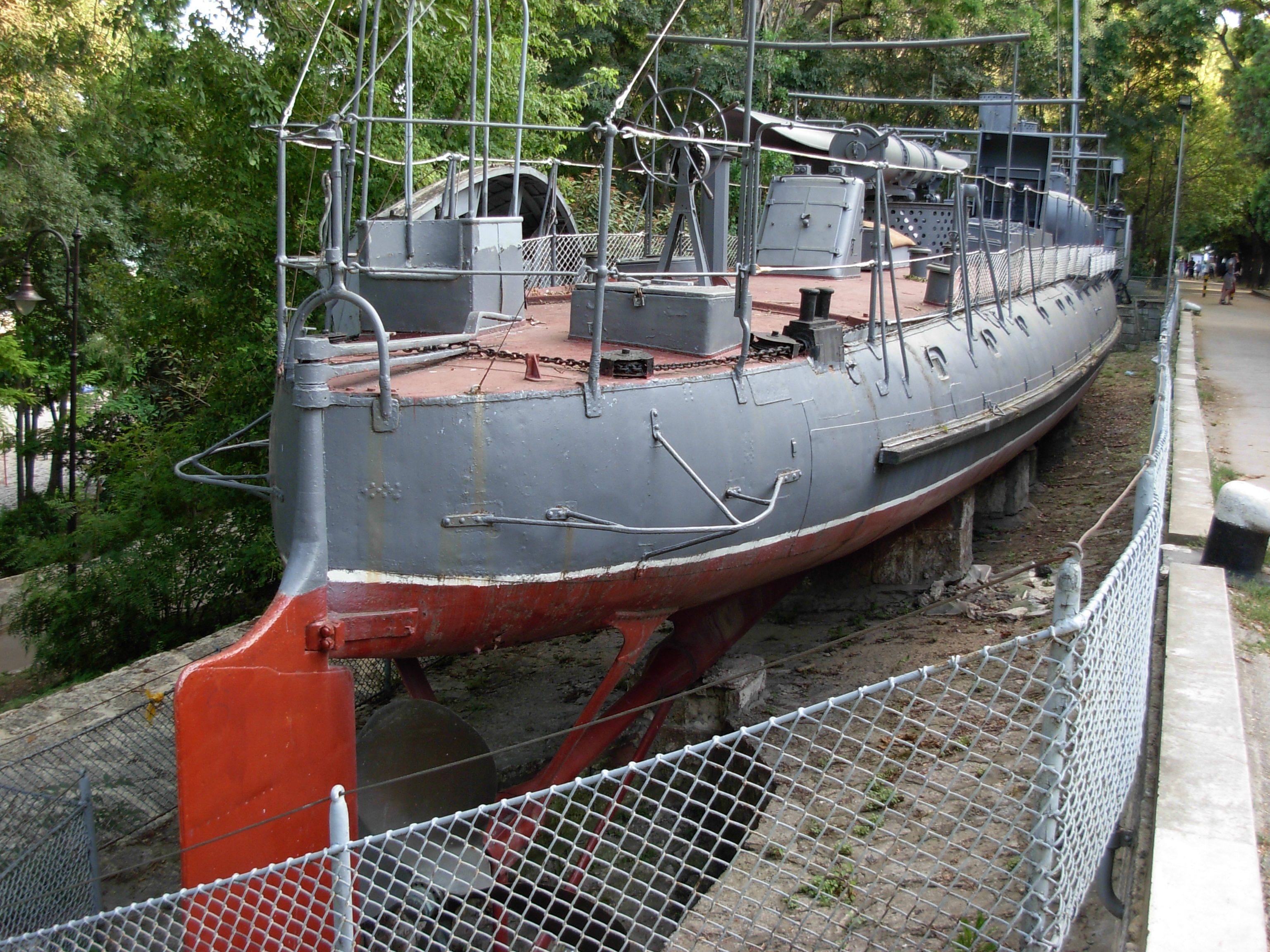
Okręt-muzeum „Dryzki” od rufy

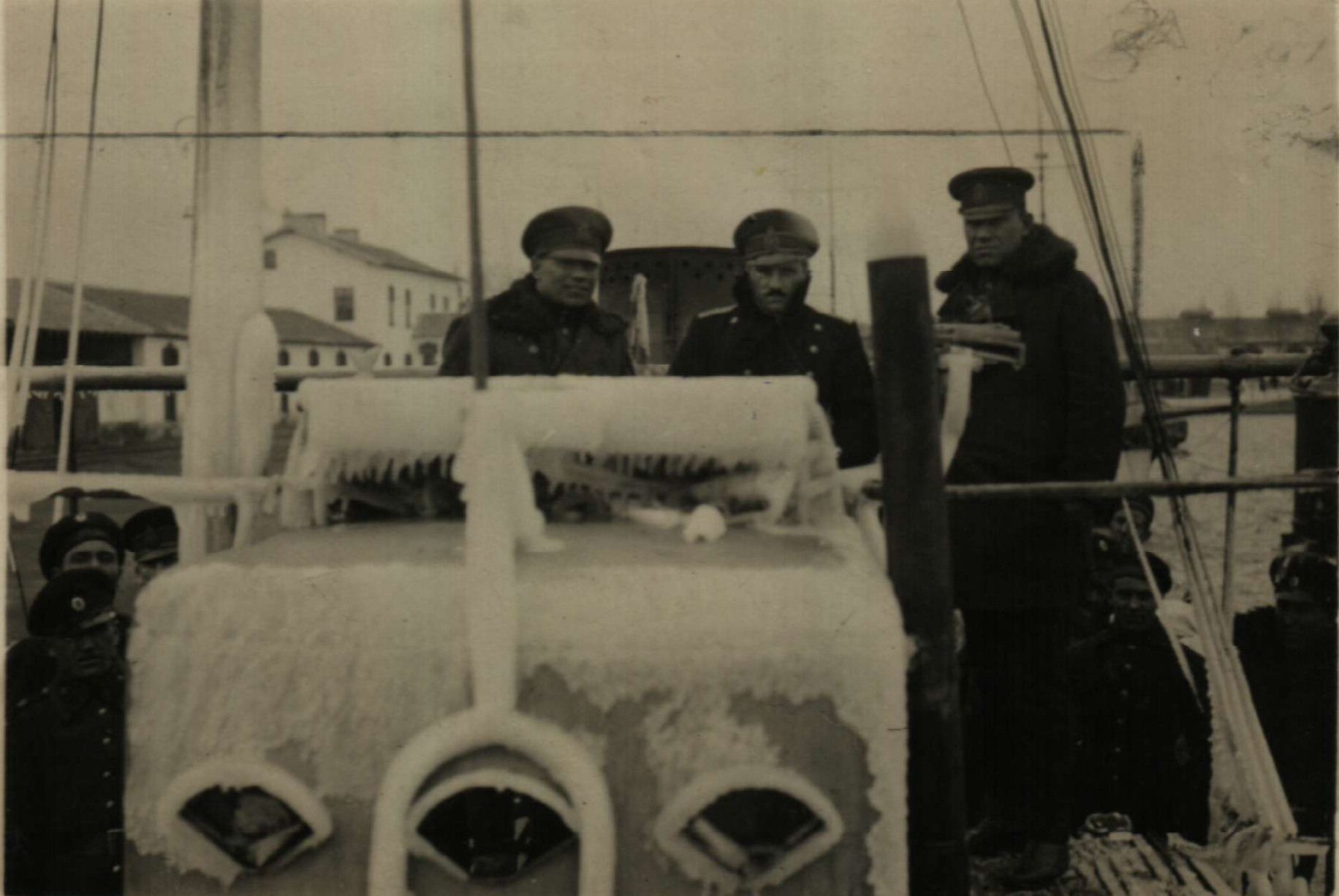
Oblodzona nadbudówka dziobowa torpedowca od frontu (widoczne wycieraczki szyb)

Torpedowce typu Dryzki (bułg. Дръзки) – seria sześciu bułgarskich torpedowców, zbudowanych we Francji na początku XX wieku, używanych w składzie Marynarki Wojennej Bułgarii podczas I wojny bałkańskiej i obu wojen światowych. Aż do końca II wojny światowej stanowiły trzon marynarki bułgarskiej. Jeden torpedowiec został zachowany w Warnie jako okręt muzeum „Dryzki”.

## Budowa
Umowę na zbudowanie dla floty bułgarskiej pierwszych trzech torpedowców zawarto z zakładami Schneider et Cie w Chalon-sur-Saône, specjalizującymi się w budowie takich jednostek, 24 lutego 1904 roku. Okręty zostały zbudowane we Francji, a następnie przetransportowane w częściach do Bułgarii, w celu wyeliminowania przepływania uzbrojonych okrętów przez Bosfor, czego zakazywał traktat berliński, a nadto z uwagi na wciąż trwającą formalną zależność wasalną Księstwa Bułgarii od Turcji (do 1908 roku). W kwietniu 1905 roku torpedowce zostały wysłane do Bułgarii, gdzie zostały zmontowane i zwodowane 23 sierpnia 1907 roku w Warnie. Pierwsze trzy jednostki, które otrzymały nazwy: „Dryzki”, (bułg. Дръзки), „Smeli” (Смели) i „Chrabri” (Храбри), ukończono i wcielono do służby 5 stycznia 1908 roku. 
W międzyczasie zamówiono 14 stycznia 1906 roku drugą partię trzech torpedowców, które zostały dostarczone do Warny w sierpniu 1907 roku. Otrzymały one nazwy: „Szumni” (Шумни), „Letjaszti” (Летящи) i „Strogi” (Строги). Wodowano je w sierpniu 1908 roku i wcielono do służby w sierpniu 1909 roku. 

## Opis
Konstrukcja okrętów była typowa dla torpedowców budowy francuskiej. Miały one kadłub o zaokrąglonych burtach, przechodzących w pokład górny, lekko opadający ku burtom. Pokład dziobowy nie był podniesiony i również był mocno zaokrąglony w przekroju poprzecznym, opadający w kierunku dziobu (forma określana jako „skorupa żółwia”). Dziobnica była prawie pionowa i znajdował się w niej nad wodą zamykany klapą wylot stałej wyrzutni torpedowej, nieco nachylonej w dół. Okręty miały dwa kotły parowe wodnorurkowe du Temple, zwrócone paleniskami naprzeciw siebie. Spaliny z kotłów były odprowadzane przez dwa niewysokie kominy. Maszyna parowa potrójnego rozprężania o mocy 1900 KM znajdowała się w przedziale za kotłami i napędzała jedną śrubę. Ster był zawieszony za śrubą, na stewie rufowej, ponadto okręty miały ster pomocniczy pod częścią dziobową. Nadbudówka dziobowa ograniczała się do niewielkiej sterówki.
Główne uzbrojenie w postaci wyrzutni torpedowych kalibru 450 mm było rozlokowane w następujący sposób: jedna stała na dziobie i dwie na pokładzie rufowym w jednym obrotowym aparacie torpedowym (z rurami obok siebie, lecz skierowanymi w przeciwnych kierunkach). Uzbrojenie artyleryjskie stanowiły pierwotnie  2 działa kalibru 47 mm Schneider umieszczone na burtach na śródokręciu.

## Służba i modernizacje
Torpedowce były pierwszymi pełnowartościowymi okrętami bułgarskiej marynarki, po krążowniku torpedowym „Nadeżda” i przez dłuższy czas stanowiły trzon floty Bułgarii. W zimie, przy zalodzeniu portu w Warnie, mogły być wyciągane w celu zimowania na ląd po zbudowanych pochylniach.
Pierwszym konfliktem, w jakim wzięły udział, była I wojna bałkańska w latach 1912–1913. W jej trakcie podejmowały kilka bezskutecznych prób ataków torpedowych na tureckie okręty atakujące bułgarskie wybrzeże. Wieczorem 20 listopada 1912 „Letjaszti”, „Smeli”, „Strogi” i „Dryzki” zostały wysłane z Warny w celu przechwycenia dwóch egipskich statków transportowych, pod dowództwem kapitana II rangi Dimitra Dobrewa na „Letjasztym”. „Dryzki” był dowodzony przez miczmana Georgi Kupowa. Po północy 21 listopada zespół natknął się na turecki krążownik pancernopokładowy „Hamidiye” w eskorcie dwóch kontrtorpedowców „Bekefsan” i „Yarhisar” około 32 mile morskie od Warny. O godzinie 0:43 bułgarskie okręty przystąpiły do ataku w szyku torowym, odpalając po jednej torpedzie, pierwszy „Letjaszti”. Pierwsze trzy okręty nie trafiły, lecz „Dryzki”, będąc ostatnim okrętem, odpalił torpedę z odległości ok. 100 m, która trafiła „Hamidiye” w prawą burtę, uszkadzając go. Następnie, bułgarskie okręty uniknęły kontrataku kontrtorpedowców i powróciły do Warny. Akcja ta była największym sukcesem w dziejach małej marynarki bułgarskiej.
Bułgarskie torpedowce nie brały aktywnego udziału w działaniach drugiej wojny bałkańskiej, podczas której zostały internowane w Sewastopolu. Wzięły następnie udział w I wojnie światowej. „Szumni” został utracony, a „Strogi” uszkodzony 11 września 1916 roku pod Warną na rosyjskich minach, postawionych przez okręt podwodny „Krab”. W połowie października 1916 roku okręty wyposażono w tory do stawiania 6 min i 18/19 października stawiały one obronną zagrodę minową pod Durankułakiem. Po przegranej przez państwa centralne wojnie, w październiku 1918 okręty zostały zarekwirowane przez Francuzów. „Letjaszti” wówczas zatonął na podwodnej skale 28 listopada 1918 (według innych publikacji, latem 1919).
W 1920 roku okręty zostały zwrócone władzom bułgarskim. Zostały rozbrojone i wyposażone w trały, uczestnicząc w rozminowywaniu wód bułgarskich w latach 1923-24. Ponieważ Bułgaria nie mogła posiadać marynarki wojennej, okręty zostały następnie przystosowane do roli patrolowców służby handlowo-policyjnej. Faktycznie były uzbrajane w wyrzutnie torpedowe do celów ćwiczeń. Pozostające w służbie cztery okręty zostały zmodernizowane w 1934 roku – przywrócono im uzbrojenie w dwie wyrzutnie torped na pokładzie i zamontowano dwa niemieckie pojedyncze półautomatyczne działka 37 mm C/30 w osi symetrii okrętu. W 1936 roku otrzymały litery rozpoznawcze na dziobie: „Dryzki” – Д, „Smeli” – С, „Chrabri” – ХР i „Strogi” – СТ. 
Podczas II wojny światowej, będąc już przestarzałe, były używane jako patrolowce i do eskorty konwojów przybrzeżnych, w składzie 1. półdywizjonu Flotylli Torpedowej. W 1942 roku torpedowce ponownie otrzymały starsze działka 47 mm w miejsce działek 37 mm, nadto dodano dwa karabiny maszynowe 7,92 mm. Wyposażono je też w dalmierze o bazie 0,7 m i bomby głębinowe.
15 października 1942 roku „Dryzki” zatonął w porcie warneńskim na skutek wybuchu prochu. Został następnie podniesiony i wyremontowany. 19 maja 1943 podczas sztormu między Warną a Burgas zatonął „Smeli”. Zginęło 15 marynarzy, a okręt następnie podniesiono i wyremontowano. 
We wrześniu 1944 okręty zostały zajęte przez wojska radzieckie, po czym 20 października 1944 „Smeli” i „Strogi” zostały przejęte przez marynarkę ZSRR pod nazwami odpowiednio „Inguł” i „Wyczegda” („Ингул” i „Вычегда”) (według innej wersji, „Chrabri” to „Inguł”). Pozostałe dwa torpedowce z uwagi na gorszy stan były używane przez marynarkę radziecką tylko jako strażnicze. W lipcu 1945 wszystkie zostały zwrócone Bułgarii. W 1954 roku okręty wycofano ze służby. „Dryzki” został wycofany i przekształcony na ćwiczebny okręt-cel. Przed 45. rocznicą storpedowania „Hamidye” zdecydowano upamiętnić ten najsłynniejszy okręt w historii bułgarskiej floty, lecz w tym czasie „Dryzki” był już pocięty na części do złomowania. Ostatecznie komin, działo i drobniejsze części „Dryzkiego” zamontowano na bliźniaczym okręcie „Strogi”, który, 21 listopada 1957 roku, w rocznicę storpedowania „Hamidiye”, wystawiono na lądzie do zwiedzania jako eksponat Muzeum Marynarki Wojennej w Warnie – okręt muzeum „Dryzki”.

### Dane techniczne
- wyporność: 97 t
- wymiary:
  - długość: 38 m
  - szerokość: 4,4 m
  - zanurzenie 2,6 m
- siłownia: 2 kotły parowe, 1 pionowa maszyna parowa potrójnego rozprężania o mocy indykowanej 1900 KM; 1 śruba napędowa[6]
- prędkość maksymalna: 26 węzłów
- zasięg: 500 Mm
- zapas paliwa: 10,5 t węgla
- załoga: 23-30